# ناناددان
ناناددان (به لاتین: Nanaddan) یک منطقهٔ مسکونی در سری‌لانکا است که در استان شمالی (سری‌لانکا) واقع شده‌است.